# Ctirad Kučera
Ctirad Kučera (14. listopadu 1931, Praha – 19. listopadu 2009, Liberec) byl český vysokoškolský učitel, rusista, jazykovědec a překladatel.

## Životní dráha
V roce 1957 absolvoval překladatelství na Vysoké škole ruského jazyka, kde také začal svou pedagogickou dráhu. Od roku 1961 působil na Pedagogickém institutu v Liberci. Od r. 1966 pak pracoval na katedře cizích jazyků Pedagogické fakulty v Ústí n.L (obory: dějiny ruské literatury, teorie a praxe překladu, česko-ruské vztahy).
Do roku 1968 člen KSČ; členství mu bylo ukončeno pro účast na protestních akcích proti příchodu okupačních vojsk v srpnu 1968. Ze stejného důvodu byl odvolán z funkce vedoucího katedry cizích jazyků a až do roku 1989 zde působil jako řadový učitel v podstatě bez možnosti postupu na poli pedagogickém i vědeckém. Po roce 1989 působil krátce jako proděkan pro vědu a zahraniční styky. V roce 1991 se habilitoval a získal titul docenta. Podílel se na transformaci ústecké pedagogické fakulty na Univerzitu Jana Evangelisty Purkyně (1991), v jejímž rámci inicioval vznik Ústavu slovansko-germánských studií. V čele ústavu pak stál 15 let. V roce 2007 mu byl udělen čestný titul emeritního docenta.

## Pedagogická a vědecká činnost
Publikoval řadu článků v odborných časopisech a sbornících (o staroruském Domostroji, Někrasovovi, Dostojevském, Treňovovi, Fadějevovi atd.). Často přednášel v zahraničí, zejména v Rusku, Maďarsku, Německu a Polsku. Věnoval se rovněž popularizační činnosti (mj. dlouholetá spolupráce s Čs. rozhlasem v Ústí n. L.), byl členem Sdružení českých překladatelů.
Kromě řady překladů je autorem či spoluautorem několika monografií a knih z oblasti literatury faktu a editorem řady sborníků.

## Výběr z díla
- Krymské legendy (Lidové nakladatelství 1975, výběr, překlad a úprava pohádek z oblasti Krymu)
- Miroslav Zahrádka, Ctirad Kučera – Alexandr Fadějev a Československo (spoluautor biografie ruského spisovatele, Profil 1976)
- Andrej Nikolajevič Sacharov – Stěpan Razin (překlad a doslov, Lidové nakladatelství 1980)
- Michail Vasiljevič Alexejev – Neslzavé údolí (překlad, Lidové nakladatelství 1980)
- Ctirad Kučera – Po cestách přátelství (Kapitoly z dějin vzájemných vztahů severních Čech a SSSR, Severočeské nakladatelství 1982)
- Jurij Vasiljevič Bondarev – Hledání pravdy (překlad, Mladá Fronta 1986)
- Ctirad Kučera – Cesty daleké i blízké (Severočeské nakladatelství 1986)